# 南日本
南日本（みなみにほん）是對日本進行範圍較大的地理區分時使用的詞語。對應詞是北日本。但在法令中不見使用。一般其範圍為九州地方，但九州地方亦可劃入西日本的範圍內。日治時代，南日本的範圍有時也包括台灣。

## 以南日本冠名的企業
- 南日本酪農協同株式会社
- 株式会社南日本銀行
- 株式会社南日本放送
- 株式会社南日本新聞社

### 台灣日治時期
（）內是本社（總公司）所在地
- 南日本新報（台北）
- 南日本汽船株式會社（台北）
- 南日本鹽業株式會社（台南）
- 南日本化學工業株式會社（高雄）

## 關聯條目
- 西海道
- 西國
- 琉球群島
- 南洋群島
- 南九州
- 鹿兒島都市圈
- 鹿兒島經濟圈